# Burley (Hampshire)
Burley is een civil parish in het bestuurlijke gebied New Forest, in het Engelse graafschap Hampshire.